# Ševrljuge
Ševrljuge es un pueblo ubicado en la municipalidad de Kosjerić, en el distrito de Zlatibor, Serbia.

## Superficie
Posee una superficie de 4,966 kilómetros cuadrados.

## Demografía
Hasta 2011 la población era de 277 habitantes, con una densidad de población de 55,78 habitantes por kilómetro cuadrado.